# Diplycosia myrtillus
Diplycosia myrtillus är en ljungväxtart som beskrevs av Otto Stapf. Diplycosia myrtillus ingår i släktet Diplycosia och familjen ljungväxter. Inga underarter finns listade i Catalogue of Life.